# Demented Are Go
 (juillet 2025).
Si vous disposez d'ouvrages ou d'articles de référence ou si vous connaissez des sites web de qualité traitant du thème abordé ici, merci de compléter l'article en donnant les références utiles à sa vérifiabilité et en les liant à la section « Notes et références ».
Demented Are Go est un groupe de psychobilly britannique, originaire de Cardiff, Pays-de-Galles. Il est un des premiers groupes du genre et est considéré comme très influent sur la scène « psycho ». La formation est souvent désignée sous l'abrégé DAG.

## Biographie

### Débuts
Demented Are Go débute à Londres. Étant donné qu'ils n'avaient pas d'électricité, ses membres ont donc commencé par écrire des chansons acoustiques, éclairés par des chandelles. Leur première chanson sur le marché paraît sur la compilation 1984 Nervous Records, Hell's Bent on Rockin. Cette étape est importante pour le groupe, puisque le label Nervous Records est très connu dans la scène psychobilly. 
En 1986, ils sortent leur premier album nommé In Sickness and in Health sur ID Records. En 1988 sort leur deuxième opus, Kicked Out of Hell. Le groupe commence à faire des tournées à travers toute l'Europe et y a rencontré beaucoup de fans de psychobilly et de punk. C'est à ce moment que le chanteur Mark Philips, alias Sparky, devient accro aux drogues et à l'alcool, ce qui provoque beaucoup de changements. 
En 1989, le groupe retourne en studio. Bien qu'ils n'aient aucune chanson, ils sont capables d'écrire et enregistrer un EP pour Link Records, The Day the Earth Spat Blood, en l'espace de trois jours. Le groupe repart en tournée européenne en 1991. Sur la route, ils écrivent et enregistrent leur prochain CD pour Fury Records, Orgasmic Nightmare. Le groupe tourne ensuite pendant presque deux ans. Un deuxième album pour Fury Records, Tangenital Madness, est enregistré en 1993, suivi de deux tournées au Japon. 

### Retour
Durant une tournée en Allemagne au printemps 1995, le groupe se sépare à cause de l'état mental de Sparky qui se détériore. Ses membres se réunissent néanmoins quelque temps plus tard pour l'EP I Wanna See You Bleed qui sort en 1996 chez Pin-Up Records. Le groupe poursuit par une tournée sur la côte ouest américaine en 97. Fort de son expérience et porté par son énergie, le groupe est reconnu pour son sens de la scène et ses prestations scéniques spectaculaires, incluant par exemple une séance sexuelle avec des aspirateurs. 
En 1999, Demented Are Go sort l'album Hellucifernation sur Crazy Love Records. La tournée européenne consécutive est annulée à cause du retour des problèmes mentaux de Sparky. Le groupe envisage une seconde fois de se séparer de son chanteur ou de se séparer tout court, mais il se voit offrir une place de choix dans le New Jersey. Les autres membres décident alors d'accorder une deuxième chance à Sparky. Mais à peine le groupe arrivée, Sparky sème la zizanie dans un hôtel après avoir pris des drogues et en allumant un feu dans le bois environnant la salle de spectacle. Après ses balances, le groupe va au centre commercial, où Sparky pince les fesses d'une fille. Celle-ci s'avérant être mineure, Sparky est arrêté. Incapable de payer les 60 000 $ de caution et de rembourser les dégâts, le reste du groupe le laisse en prison et retourne au Royaume-Uni. 

### Hellbilly Storm

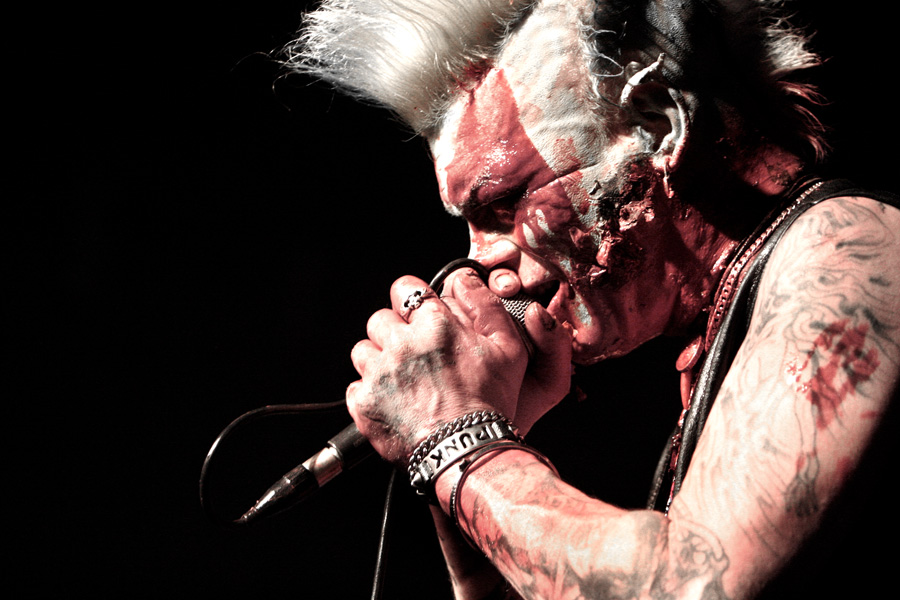
Mark Philips (Sparky) en concert en 2006.

Après un mois en prison et avoir payé une caution de 100 $, Sparky rentre au Royaume-Uni où il retrouve son groupe, qui a subi quelques changements. Le groupe traverse alors une période de stabilité, effectuant deux tournées aux États-Unis et enregistrant un album live pour Crazy Love Records, Live at the Galaxy's. Pendant l'été 2003, Sparky est arrêté plusieurs fois sur la route, le résultat de nouvelles crises. En 2005 sort l'album Hellbilly Storm chez People Like You Records.
En mars 2012, le groupe publie son nouvel, et premier album en sept ans, Welcome Back to Insanity Hall. Pour célébrer l'occasion, le groupe publie un clip de la chanson Retard Whore. Après avoir signé un nouveau contrat avec le label allemand People Like You Records, Demented Are Go poursuit sa carrière avec une nouvelle tournée internationale en 2015. Treize ans plus tard sort en juin 2025 l'album Psychotic Mutilation chez le label Sunny Bastards.

## Discographie
- 1986 : Holy Hack Jack (12" single) (ID Records)
- 1986 : In Sickness and In Health (ID Records)
- 1988 : Kicked Out of Hell (ID Records)
- 1991 : Orgasmic Nightmare (Fury Records)
- 1993 : Tangenital Madness (Fury Records)
- 1997 : Satan's Rejects 1: The Very Best of Demented Are Go (Anagram Records)
- 1999 : Satan's Rejects 2: The Very Best of Demented Are Go (Harry May Records)
- 1999 : Hellucifernation (Crazy Love Records)
- 2000 : I Wanna See You Bleed (remasterisé avec live et démos) (Hell Razer Records)
- 2002 : Stomping at the Klubfoot (Live) (Mayo Records)
- 2003 : Live at the Galaxy (Crazy Love Records)
- 2005 : Hotrod Vampires (People Like You)
- 2005 : Hellbilly Storm (People Like You)
- 2012 : Welcome Back to Insanity Hall (People Like You)
- 2025 : Psychotic Mutilation (Sunny Bastards)

### Singles et EP
- 1989 : The Day the Earth Spat Blood (EP) (Link Records)
- 1993 : Marijuana (7" single) (Fury Records)
- 1995 : German Tour Single (7" single) (Pin Up Records)
- 1997 : Demons of the Swamp (7" single) (Krueger Records)
- 1999 : Daddy's Making Monsters (7" single) (Crazy Love Records)

### Albums live
- 1990 : Live and Rockin' (Link Records)
- 1990 : Go Go Demented (Link Records)
- 1993 : Live in Japan (Tombstone Records)
- 1996 : Who Put Grandma Under the Stairs (Receiver Records)

### Best-of
- 1993 : The Best of Demented Are Go (Dojo Records)